# Século XIV a.C.
Século XV a.C. - Século XIV a.C. - Século XIII a.C.

## Eventos
- 1350 a.C. - 1250 a.C.: A fase Bajío do sítio San Lorenzo Tenochtitlán no México; grandes edifícios públicos são construídos.
- O nomadismo pastoral se desenvolve nas estepes da Ásia Central; o gado é vigiado a cavalo.

Oriente Médio
- 1400 a.C.- 1250 a.C: O apogeu da cidade fenícia de Ugarit. Um alfabeto escrito é atestado por textos ugaríticos.
- 1385 a.C.: o Faraó Amenófis III do Egito casa-se com Tiy.
- c. 1380 a.C. - 1336 a.C.: O reinado de Supiluliuma I, que conduz o Império Hitita ao seu apogeu.  Supiluliuma I conquista o enfraquecido reino hurrita de Mitani na segunda metade do século. A Assíria é emancipada sob Assurubalite I.
- c. 1350 a.C.: Aquenáton implanta no Egito um culto henoteísta ao Sol. Aquétaton (Amarna) é construída como a efêmera capital do faraó Aquenáton e dedicada ao deus sol Aton. Ela foi abandonada alguns anos após a morte de Aquenátom.
- c. 1325 a.C.: Faraó Tutancâmon morre e é enterrado em uma tumba ricamente mobiliada no Vale dos Reis.
- c. 1320 a.C. - 1295 a.C.: O naufrágio do navio Uluburun no Mar Mediterrâneo ao sul da atual Kaş.
- Piratas da Lícia (sudoeste da Anatólia) invadem o reino de Alásia, no atual Chipre. Eles são empregados como mercenários pelos hititas e participam da Batalha de Cades.
- Uma pátera ugarítica, com sua decoração em relevo em zonas concêntricas e cenas de caça, revela um nível excepcional em ourivesaria.

Europa
- c. 1400 a.C- 1300 a.C.: 
  - Uma ascensão glacial é atestada pela turfeira da geleira do Tirol.
  - Fase III A da Idade do Bronze grega. Os contatos com a civilização micênica são estabelecidos em Thapsos, Siracusa, Scoglio del Tonno no Golfo de Taranto e Ischia na costa do Mar Tirreno.
- 1400 a.C. - 1370 a.C.: Fase III A1 do período heládico tardio na Grécia. Palácios são construídos em Tiryns e Pylos. Linear B, que transcreve uma forma arcaica do grego, aparece no palácio de Knossos no final da Fase III A1 do período minóico tardio.
- 1397 a.C.: Pandião I, lendário Rei de Atenas, morre após um reinado de 40 anos, sendo sucedido pelo seu filho Erecteu de Atenas.
- 1370 a.C - 1340 a.C: Fase III A2 do período heládico tardio na Grécia.
- 1340 a.C. - 1190 a.C.: Fase III B do  período heládico tardio na Grécia. Tolos são construídas no Épiro e na Tessália, e um palácio é construído em Atenas.
- 1380 a.C. - 1120 a.C.: Um santuário micênico é construído em Filakopí.
- c. 1370 a.C.: O Sarcófago de Hagia Triada é criado em Creta.
- c. 1350 a.C - 1330 a.C.: A reconstrução do palácio e do recinto ciclópico em Micenas, então em seu auge sob o reinado do lendário rei Perseu e sua esposa a rainha Andrômeda.